# Каєлі (затока)
Кае́лі, також Кайє́лі (індонез. Kayeli) — морська затока в східній частині індонезійського острова Буру. Належить до акваторії протоки Маніпа, що відокремлює Буру від кількох інших Молуккських островів. Назва затоки збігається з історичною назвою місцевості в цій частині острова, а також назвою народності, що мешкає тут.
Узбережжя затоки стало головним опорним пунктом нідерландських колонізаторів під час освоєння ними Буру в XVII—XVIII століттях. Надалі тут також відбувалися ключові події в історії острова.

## Географічне положення
Затока Каєлі лежить в північно-східній частині острова Буру, який належить до Молуккських островів Малайського архіпелагу. Є частиною акваторії протоки Маніпа, що з'єднує моря Серам і Банда, яка, у свою чергу, належить до акваторії Тихого океану і відокремлює Буру від розташованої на схід від нього групи островів, що включає Серам, Амбон і Маніпа.

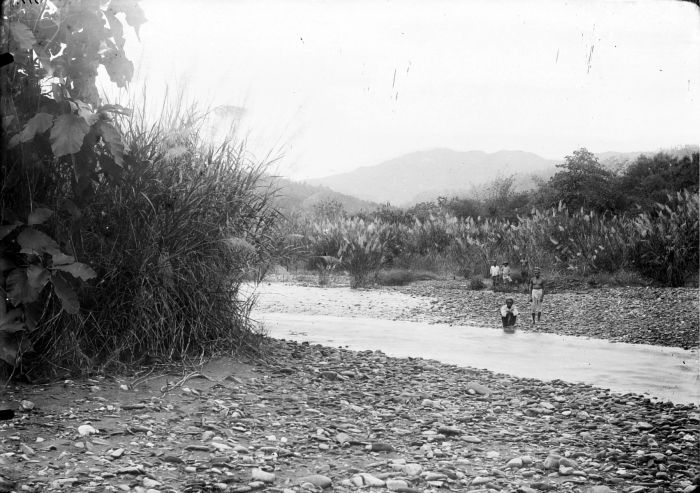
Гирло Лумаїті — однієї з невеликих річок, що впадають в затоку Каєлі

Затока має відносно рівну форму, близьку до овальної. З протокою Маніпа з'єднана відносно вузькою — близько 8,3 км — горловиною, утвореною двома мисами — мисом Карбау (індонез. Tanjung Karbau) з північно-західного боку і мисом Ваат (індонез. Tanjung Waat) з південно-східного. Вдається в суходіл на глибину 8-12 км, довжина берегової лінії близько 50 км, максимальна ширина близько 17 км. У центральній частині свого узбережжя затока приймає води річки Апо (індонез. Apo) — головної водної артерії Буру, в місці впадіння якої утворений невеликий півострів. Крім того, в Каєлі впадає ще кілька дрібніших річок.
З адміністративної точки зору узбережжя затоки належить до території округу (кабупатену) Буру, який входить до складу провінції Малуку. Біля входу в затоку з північно-західної сторони розташований Намлеа — адміністративний центр округу, найбільший населений пункт острова Буру. На березі затоки також розкидані кілька великих поселень сільського типу. У цілому узбережжя Каєлі є однією з найбільш густонаселених зон острова.

## Природні умови
Природні умови Каєлі істотно відрізняються від природних умов основної акваторії протоки Маніпа. Це пов'язано, насамперед, з тим, що річки, які сюди впадають, викликають значне опріснення води і привносять в затоку деякі елементи річкової екосистеми. За рахунок значних наносів мулу від річок, які сюди впадають, вода в затоці непрозора і має значно темніший колір, ніж вода протоки Маніпа. Морські течії в затоці практично не відчуваються, проте безпосередньо біля гирла річки Апо зберігається помітний рух річкової води від берега зі швидкістю більш як 7 км/год.

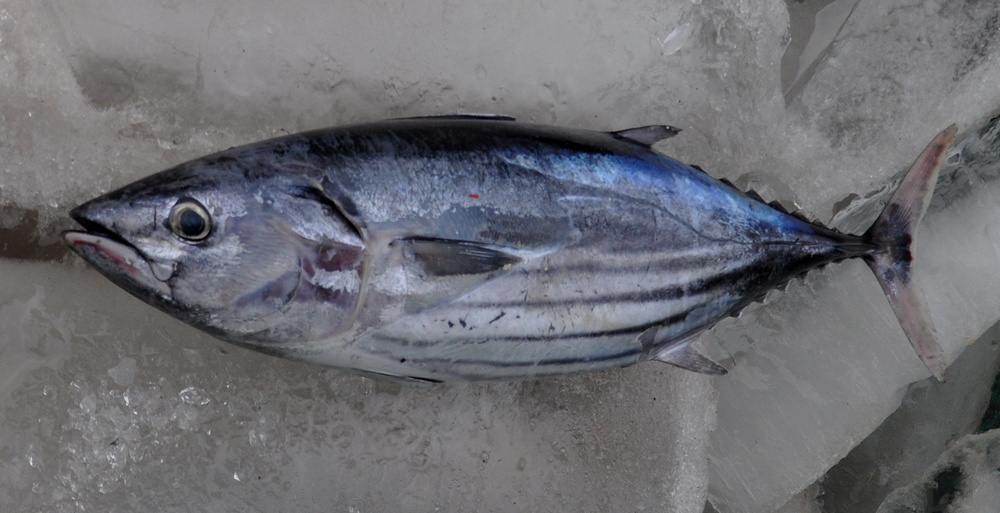
Смугастий тунець, один з основних об'єктів рибальського промислу в затоці Каелі

Береги затоки здебільшого пологі. Уздовж річки Апу, поступово звужуючись до центру острова, тягнеться однойменна долина, що переважно заросла тропічними лісами, унікальна екосистема яких є предметом наукових досліджень, у тому числі міжнародних.
Вода біля мангрових заростей насичена рослинними продуктами, які є кормовою базою для дрібних порід риб. Достаток останніх, у свою чергу, привертає в затоку великих океанічних риб, зокрема, тунців і барракуд. Завдяки цьому акваторія Каєлі традиційно є зоною інтенсивного рибальства.
В умовах досить високої сейсмічної небезпеки Молуккських островів затока нерідко стає зоною утворення цунамі. Останній такий випадок стався 14 березня 2006 року, коли цунамі виникло в результаті землетрусу магнітудою 6,4 бала за шкалою Ріхтера на східному шельфі острова.
Від початку XXI століття відзначається погіршення екологічної обстановки в затоці. Зокрема, зафіксовані випадки масового отруєння риби в результаті потрапляння в Каєлі хімічних речовин, які використовуються для добування золота у верхів'ях річок, що впадають в затоку.

## Історія

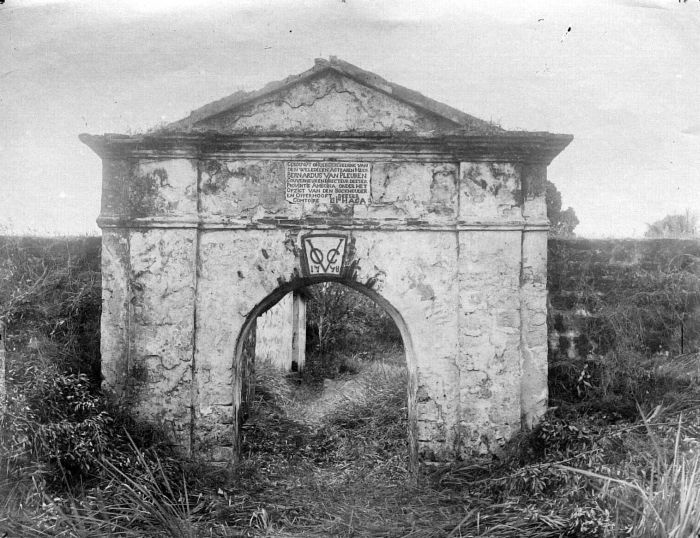
Залишки голландських фортечних укріплень на південному березі Каєлі

Узбережжя затоки завжди відігравало важливу роль у соціально-економічному житті острова. Саме воно стало головним опорним пунктом під час освоєння Буру голландськими колонізаторами, що висадилися тут вперше 1648 року. Форт, який вони побудували до 1658 року на південному березі затоки, до середини XIX століття фактично був адміністративним центром острова. До поселень, що будувалися навколо форту (одне з них отримало назву Каелі), голландці в примусовому порядку переселяли жителів з інших районів острова, — щоб забезпечити робочою силою гвоздикові плантації й полегшити контроль над тубільним населенням. В результаті змішання представників різних племен Буру, яке відбулось таким чином, на узбережжі затоки Каєлі склалася нова народність — каєлі, що володіла власною мовою (втраченою до кінця XX століття).
У 1960 — 70-х роках на берегах затоки висаджували і розміщували в таборах велику частину індонезійських політичних в'язнів, які відбували тоді покарання на острові Буру. Серед місцевих в'язнів був найбільший індонезійський прозаїк Прамудья Ананта Тур. Тут він склав значну частину своїх творів. У цьому ж місті деяка частина ув'язнених осіла після звільнення: в рамках програми соціальної адаптації кожному з них безкоштовно надавали житло, ділянку орної землі і пару буйволів.